# Hafen von Melbourne
Der Hafen Melbourne ist ein Seehafen in Melbourne, Australien. Er ist der umschlagintensivste Hafen des Landes. Seit 2003 wird der Hafen von der dem State of Victoria gehörenden Port of Melbourne Corporation betrieben.

## Lage
Der Hafen erstreckt sich im Unterlauf und im Mündungsbereich des Yarra River in den Port Phillip über mehrere Kilometer. Er umfasst mehrere Hafenbecken am Yarra River und Anlagen auf Coode Island an der Mündung des Maribyrnong River in den Yarra River sowie weitere Anlagen am Yarra River.

## Verkehrsbauwerke
Der Hafen von Melbourne umfasst die Hafenbecken Webb Dock an der Mündung des Yarra River in den Port Phillip, Swanson Dock, Appleton Dock und Victoria Dock am Yarra River, Coode Island an der Mündung des Maribyrnong River in den Yarra River sowie weitere Anlagen am Yarra River. Außerdem befindet sich im Stadtteil Williamstown eine Werft von BAE Systems.

## Wirtschaftliche Bedeutung
Im Hafen werden unter anderem Container, Fahrzeuge, Stück- und Massengüter umgeschlagen, darunter beispielsweise auch Öl und Ölprodukte.